# تمر (الجوف)
تمر هي إحدى قرى الجمهورية اليمنية. تتبع جغرافيا لمحافظة الجوف و إداريًا لمديرية برط العنان. يبلغ تعداد سكانها 1211 نسمة حسب الإحصاء الذي أجري عام 2004.